# Орлов Леонід Володимирович
Орлов Леонід Володимирович (6 серпня 1855, Тамбовська губернія, Російська імперія — 24 квітня 1923, Харків) — хірург, професор кафедри хірургічної патології Харківського університету.

## Біографія
Народився в родині урядовця. 1873—1878 роки навчався на медичному факультеті Московського університету. Півроку відслужив в армії. Після служби, 4,5 роки працював ординатором хірургічного відділення в Басманній лікарні м. Москви.
У 1884 р. у Військово-медичній академії захистив дисертацію на ступінь доктора медицини «О влиянии ванн на кожную перспирацию».
1885—1889 роки працює асистентом під керівництвом хірурга Н. Д. Монастирського в хірургічному відділенні клінічного інституту Великої Княгині Олени Павлівни. У 1889 році Леонід Володимирович займає посаду приват-доцента. 1890 рік — переходить на кафедру хірургічної патології Військово-медичної академії, яку очолює М. С. Субботін, веде доцентські курси.
У 1894 році стає професором та завідувачем кафедри хірургічної патології (кафедра хірургічної патології з десмургією і механургією та вченням про вивихи і переломи) Харківського університету. Під час його завідування кафедра швидко змінюється на краще, клініка розширюється, центр занять переноситься у військовий госпіталь. Л. В. Орлов відкриває велику бактеріологічну лабораторію, де проводять заняття та дослідження лікарі й студенти.
У 1895 році першими в Україні (і в Росії) виконали операцію на судинах, був накладений шов на підколінну артерію (Л. В. Орлов у Харкові, І. Ф. Сабанєєв в Одесі).
У 1889 році за рішенням керівництва Харківського університету професор стає завідувачем кафедри факультетської хірургічної клініки (після смерті проф. В. Ф. Грубе). З 1910 року й до кінця життя працює завідувачем кафедри факультетської хірургії Харківського жіночого медичного інституту (з 1920 року кафедра входить до складу Харківського медичного інституту).
Помер Л. В. Орлов у муках від гіпернефрому. Сам поставив діагноз та визнав операцію безцільною.

## Напрацювання
Публікував роботи російською та німецькою мовами.
Досліджував питання хірургічного лікування ехінококу, радикального лікування злоякісних пухлин яєчка, ектопатії сечовика, накладання швів при кишковій непрохідності, на серцевий м'яз, артерії та ін.
- «К вопросу о влиянии ванн на кожную перспирацию» (дисертація, СПб., 1884)
- «О местной анестезии солянокислым кокаином» («Врач» та «Wien. Med. Wochenschrift», 1887)
- «Материалы к вопросу о путях проникновения микробов в животный организм» (ibid., 1887)
- «О бугорчатке языка» («Врач» та «St. Petersb. Med. Wocbehschrift», 1887)
- «О трепанации височной кости при закупорке поперечной пазухи» («Врач», 1888 та «Deutsche Med. Woch.», 1889)
- «Об остеомах в приводящих мышцах у кавалеристов» («Врач» та «Wien. Med. Woch.», 1888)
- «К вопросу об актиномикотическом поражении головного мозга и его оболочек» («Врач» та «Deut. Med. Woch.», 1890)
- «Осумкованные экзостозы и их развитие» («Врач», 1889 та «Deutsche Zeitschr. f. Chirurgie», том 31)
- «Как долго брюшнотифозные палочки могут оставаться в теле человека, сохраняя свою жизнеспособность?» («Врач», 1889, та «Deutsche Med. Woch.», 1890)
- «К этиологии нагноений, осложняющих брюшной тиф» («Врач», 1890)
- «О микробах столбняка» («Врач», 1893)
- «О наложении шва на раны артерий» («Вестник Медицины», 1896)[2].

Разом з професором. В. Я. Данилевським з 1895 року редагує «Вестник Медицины», в котором печатает ряд рефератов по хирургии.